# Дом Лихачёва
Дом Лихачёва — памятник архитектуры. Расположен в Санкт-Петербурге, современный адрес дома — набережная реки Фонтанки, 83.
Входит в ансамбль Семёновской площади, построен в конце XVIII века. Изначально двухэтажный, ещё два этажа, стилизованных согласно русскому позднему классицизму, были достроены в 1945—1947 годах. При надстройке над воротами были размещёны лепные цифры 1947.
Внутри сохранилась лестница начала XIX века. Вход расположен из-под арки, у лестницы два марша, металлические перила, на верхней площадке — две каннелированные дорические колонны, на стенах пилястры, архитрав гладкий, триглифы и розетты чередуются во фризе.
Последним хозяином до революции был Владимир Павлович Лихачев.
В начале XX века в доме размещалось Польское общество любителей изящных искусств, Сибирское собрание (арендовавшее помещение у Польского; председателем обществ было одно и то же лицо, член Государственного совета Викентий Альфонсович Поклевский-Козелл) и «Понедельники художников» (с 1909 года по 1912 год). В 1911 году Сибирским собранием заинтересовались власти; по результатам наблюдения обнаружилось, что почти все его члены придерживаются левого направления, по убеждениям примыкают к партии социалистов-революционеров, помещение на Фонтанке и библиотека на Коломенской, дом 35, кв. 72 используются для явок. Одним из аргументов за то, что общества являлись одной организацией, было то, что члены Польского клуба имеют свободный вход в помещение, когда его занимают члены Сибирского собрания. Из 874 членов Сибирского собрания 264 проходило по делам и переписке Охранного отделения, из 20 руководителей половина считалась политически не вполне благонадёжной. При заявленных целях «сближать сибиряков между собой для предоставления им и их семействам возможности приятного и полезного препровождения времени, и содействовать возможно большему их культурному развитию и экономическому преуспеянию Сибири» в обществе устраивались вечера, концерты и лекции в пользу политических ссыльных. Сами по себе организации не считались революционными, лишь использованными проникшими в них лицами; в Сибирском обществе проходили и политически нейтральные доклады. Польское общество, вероятно, было связано с Сибирским в политическом вопросе из-за практики ссылки поляков с конца XVIII века. С 1912 года и до революции клуб несколько раз менял адреса.